# Finale hommes au sol des Jeux olympiques d'été
| Édition | Lieu           | Or                         | Argent                       | Bronze                   |
| ------- | -------------- | -------------------------- | ---------------------------- | ------------------------ |
| 1932    | Los Angeles    | István Pelle (HUN)         | Georges Miez (SUI)           | Mario Lertora (ITA)      |
| 1936    | Berlin         | Georges Miez (SUI)         | Josef Walter (SUI)           | Konrad Frey (GER)        |
| 1936    | Berlin         | Georges Miez (SUI)         | Josef Walter (SUI)           | Eugen Mack (SUI)         |
| 1948    | Londres        | Ferenc Pataki (HUN)        | János Mogyorósy Klencs (HUN) | Zdenek Ruzicka (TCH)     |
| 1952    | Helsinki       | William Thoresson (SWE)    | Jerzy Jokiel (POL)           | non attribué             |
| 1952    | Helsinki       | William Thoresson (SWE)    | Tadao Uesako (JPN)           | non attribué             |
| 1956    | Melbourne      | Valentin Muratov (URS)     | Nobuyuki Aihara (JPN)        | non attribué             |
| 1956    | Melbourne      | Valentin Muratov (URS)     | Viktor Chukarin (URS)        | non attribué             |
| 1956    | Melbourne      | Valentin Muratov (URS)     | William Thoresson (SWE)      | non attribué             |
| 1960    | Rome           | Nobuyuki Aihara (JPN)      | Yuri Titov (URS)             | Franco Menichelli (ITA)  |
| 1964    | Tokyo          | Franco Menichelli (ITA)    | Yukio Endo (JPN)             | non attribué             |
| 1964    | Tokyo          | Franco Menichelli (ITA)    | Viktor Lisitzky (URS)        | non attribué             |
| 1968    | Mexico         | Sawao Katō (JPN)           | Akinori Nakayama (JPN)       | Takeshi Katō (JPN)       |
| 1972    | Munich         | Nikolai Andrianov (URS)    | Akinori Nakayama (JPN)       | Shigeru Kasamatsu (JPN)  |
| 1976    | Montréal       | Nikolai Andrianov (URS)    | Vladimir Marchenko (URS)     | Peter Kormann (USA)      |
| 1980    | Moscou         | Roland Brückner (GDR)      | Nikolai Andrianov (URS)      | Alexander Dityatin (URS) |
| 1984    | Los Angeles    | Li Ning (CHN)              | Lou Yun (CHN)                | Koji Sotomura (JPN)      |
| 1984    | Los Angeles    | Li Ning (CHN)              | Lou Yun (CHN)                | Philippe Vatuone (FRA)   |
| 1988    | Séoul          | Sergei Kharkov (URS)       | Vladimir Artemov (URS)       | Yukio Iketani (JPN)      |
| 1988    | Séoul          | Sergei Kharkov (URS)       | Vladimir Artemov (URS)       | Lou Yun (CHN)            |
| 1992    | Barcelone      | Li Xiaoshuang (CHN)        | Yukio Iketani (JPN)          | non attribué             |
| 1992    | Barcelone      | Li Xiaoshuang (CHN)        | Grigori Misutin (EUN)        | non attribué             |
| 1996    | Atlanta        | Ioánnis Melissanídis (GRE) | Li Xiaoshuang (CHN)          | Alexei Nemov (RUS)       |
| 2000    | Sydney         | Igors Vihrovs (LAT)        | Alexei Nemov (RUS)           | Jordan Jovtchev (BUL)    |
| 2004    | Athènes        | Kyle Shewfelt (CAN)        | Marian Dragulescu (ROU)      | Jordan Jovtchev (BUL)    |
| 2008    | Pékin          | Zou Kai (CHN)              | Gervasio Deferr (ESP)        | Anton Golotsutskov (RUS) |
| 2012    | Londres        | Zou Kai (CHN)              | Kohei Uchimura (JPN)         | Denis Ablyazin (RUS)     |
| 2016    | Rio de Janeiro | Max Whitlock (GBR)         | Diego Hypólito (BRA)         | Arthur Mariano (BRA)     |
| 2020    | Tokyo          | Artem Dolgopyat (ISR)      | Rayderley Zapata (ESP)       | Xiao Ruoteng (CHN)       |
| 2024    | Paris          | Carlos Yulo (PHI)          | Artem Dolgopyat (ISR)        | Jake Jarman (GBR)        |